# Szyszkojagoda

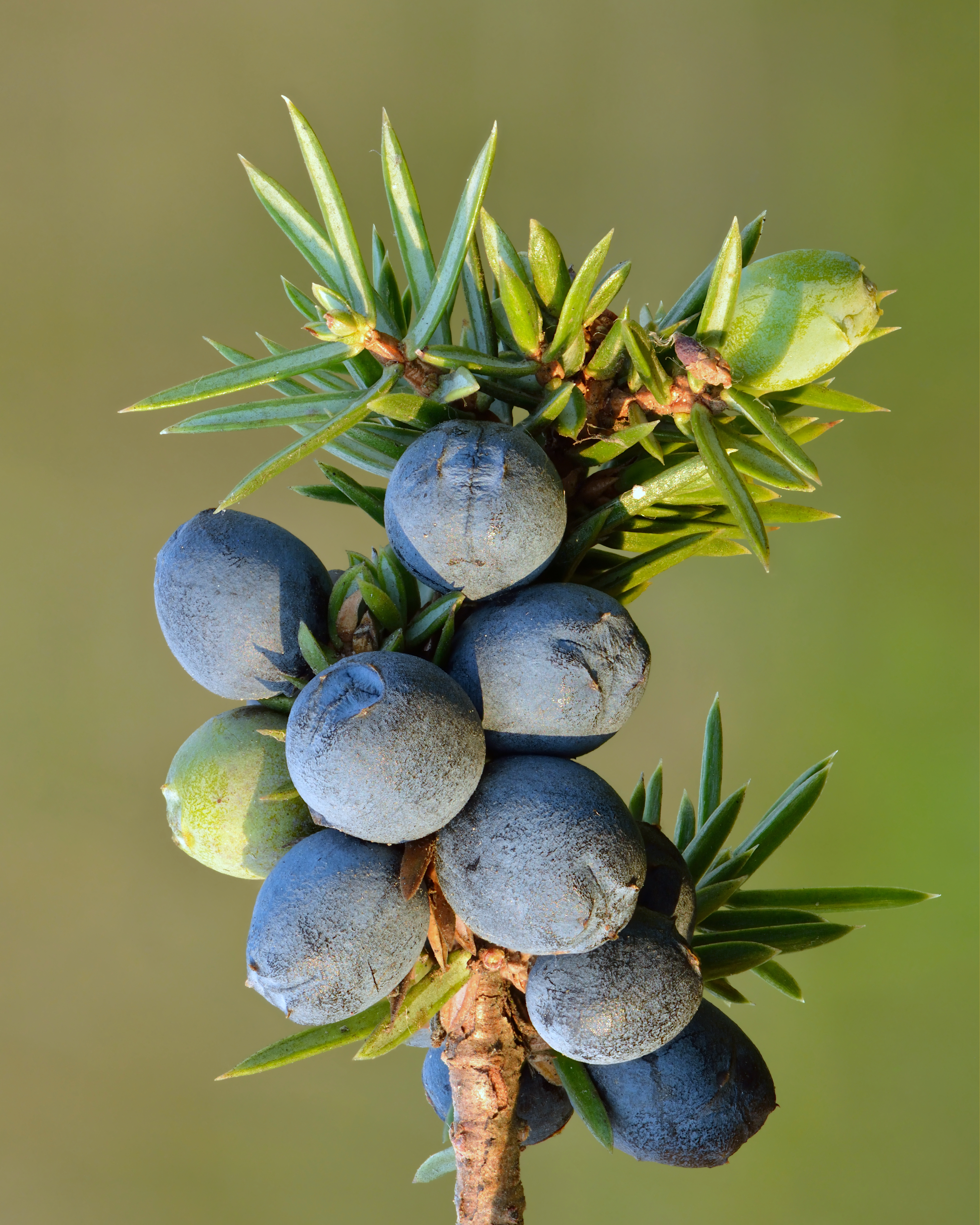
Szyszkojagody jałowca pospolitego

Szyszkojagoda – rodzaj szyszki, której łuski nasienne są zmięśniałe i ze sobą zrośnięte, tworząc twór przypominający jagodę. Szyszkojagody występują wyłącznie u nagozalążkowych z rodzaju jałowiec (Juniperus). Powstają po zapłodnieniu zalążków, które znajdują się w szczytowej części kwiatostanu żeńskiego. Z zalążków powstają nasiona (zwykle 1–3, wyjątkowo do 12), podczas gdy łuski szyszki (owocolistki) wtórnie zrastają się i mięśnieją. Na szczycie szyszkojagód z reguły można zauważyć ślady owocolistków. Szyszkojagody u różnych gatunków mają różne kształty (kuliste, jajowate, gruszkowate), rozmiary (od 5 mm średnicy do 25 mm - u Juniperus macrocarpa). Zwykle początkowo są zielone, później granatowe do czarnych (wyjątkowo czerwone, np. u Juniperus oxycedrus). U jałowca pestkowatego (J. drupacea) szyszkojagody są słodkawe i jadalne, a trzy nasiona zrośnięte są w sposób przypominający pestkę.